# Burhan Mustafov
Burhan Mustafov (in macedone Бурхан Мустафов?; Skopje, 2 marzo 1994) è un calciatore macedone, centrocampista del Türk Sport Garching.

## Carriera

### Club
L'8 gennaio 2018 viene acquistato a titolo definitivo dalla squadra albanese del Teuta.